# Kalenovac
Kalenovac (cyr. Каленовац) – wieś w Serbii, w okręgu pomorawskim, w mieście Jagodina. W 2011 roku liczyła 21 mieszkańców.